# De Niks voor Niks Show
De Niks voor Niks Show was een televisieprogramma op de BRTN in 1996.

## Concept
Twee verenigingen namen het tegen elkaar op, respectievelijk onder leiding van hun kapiteins Donaat Deriemaeker of Margriet Hermans. De opdrachten die uitgevoerd moesten worden waren een soort Spel zonder Grenzen. Op het einde van de aflevering moesten de overgebleven deelnemers op een soort dambord plaatsnemen, waarbij de tegenpartij steeds een vakje mocht uitkiezen tot er een winnaar bekend was. De vereniging ging dan met een geldsom naar huis. Tussendoor traden artiesten op. Onder meer Frank Boeijen, Jo Lemaire en Timeless zijn te gast geweest in de show.